# Dvorec Novi dvor, Radeče
Dvorec Novi dvor (nemško Weichselstein) stoji v mestu Radeče v občini Radeče.

## Zgodovina
Dvorec je naslednik dvora omenjenim leta 1458. Dvor ima še delno ohranjen grajski park in je eden najbogatejših v Sloveniji. Danes je v njem poboljševalni dom.